# Augustin Jacob Landré-Beauvais
Augustin Jacob Landré-Beauvais (ur. 1772 w Orleanie, zm. 1840) – francuski chirurg. Jest cytowany jako autor pierwszego opisu reumatoidalnego zapalenia stawów.

## Życiorys
Uczył się medycyny w Paryżu u Pierre-Josepha Desaulta i Marie François Xaviera Bichata, a potem u Jeana Louisa Petita w Lyonie. Opis RZS pochodzi z jego dysertacji doktorskiej ogłoszonej w roku 1800.